# Wolferter Bachtal und Nebenbäche
Koordinaten: 50° 26′ 37″ N, 6° 28′ 23″ O
Das Naturschutzgebiet Wolferter Bachtal und Nebenbäche liegt auf dem Gebiet der Gemeinde Hellenthal im Kreis Euskirchen in Nordrhein-Westfalen.
Das aus drei Teilflächen bestehende Gebiet erstreckt sich südöstlich des Kernortes Hellenthal und des Hellenthaler Ortsteils Oberreifferscheid entlang der Landesstraße L 17 und des Wolferter Baches. Dieser ist ein linker Oberlauf des Reifferscheider Baches (zur Olef) bis zum Hellenthaler Ortsteil Wiesen. Nördlich des Gebietes verläuft die L 22 und südlich die L 110.

## Bedeutung
Für Hellenthal ist seit 2005 ein 131,35 ha großes Gebiet unter der Kenn-Nummer EU-144 als Naturschutzgebiet ausgewiesen. Das Gebiet wurde unter Schutz gestellt, um den Lebensraum für nach der Roten Liste in Nordrhein-Westfalen gefährdete, bedrohte und seltene Tier- und Pflanzenarten zu erhalten.